# Ciortoveț, Horodenka
Ciortoveț (în ucraineană Чортовець) este o comună în raionul Horodenka, regiunea Ivano-Frankivsk, Ucraina, formată numai din satul de reședință.

## Demografie
Componența lingvistică a comunei Ciortoveț
     Ucraineană (99,8%)
     Alte limbi (0,2%)
Conform recensământului din 2001, majoritatea populației comunei Ciortoveț era vorbitoare de ucraineană (99,8%), existând în minoritate și vorbitori de alte limbi.